# Джей Інслі
Джей Роберт Інслі (англ. Jay Robert Inslee; нар. 9 лютого 1951, Сіетл, Вашингтон) — американський юрист і політик-демократ, губернатор штату Вашингтон із січня 2013 року.

## Біографія
Закінчив Вашингтонський університет і Коледж права Вілламеттського університету (Орегон). Працював юристом, з 1976 до 1984 — прокурор міста Сіла. Був членом Палати представників Вашингтону з 1989 до 1993, а потім представляв Вашингтон у Палаті представників США з 1993 до 1995 і з 1999 до 2012. 1996 року намагався стати кандидатом у губернатори штату, однак на праймеріз програв Гері Локу. З 1997 до 1998 був регіональним керівником Міністерства охорони здоров'я.
Одружений, має трьох дітей.